# Klein-Neusiedl
Klein-Neusiedl is een gemeente in de Oostenrijkse deelstaat Neder-Oostenrijk, gelegen in het district Bruck an der Leitha (BL). De gemeente heeft ongeveer 900 inwoners.

## Geografie
Klein-Neusiedl heeft een oppervlakte van 5,96 km². Het ligt in het noordoosten van het land, vlak bij de hoofdstad Wenen.

## Districtsindeling
Van 1954 tot en met 31 december 2016 maakte de gemeente deel uit van het district Wien-Umgebung (WU). Dit politieke district werd per 1 januari 2017 opgeheven. Sinds 1 januari 2017 hoort de gemeente bij het district Bruck an der Leitha (BL).
Ebergassing · Fischamend · Gablitz · Gerasdorf bei Wien · Gramatneusiedl · Himberg · Klein-Neusiedl · Klosterneuburg · Lanzendorf · Leopoldsdorf · Maria Lanzendorf · Mauerbach · Moosbrunn · Pressbaum · Purkersdorf · Rauchenwarth · Schwadorf · Schwechat · Tullnerbach · Wolfsgraben · Zwölfaxing
- Gemeinsame Normdatei: 4272107-6
- Nationale Bibliotheek van Israël: 987012124303305171
- Virtual International Authority File: 245100104
- WorldCat: E39PBJp9vmTCcb8jJVr6CcxMT3